# Partido Salvadoreño Progresista
Partido Salvadoreño Progresista fue un partido político de El Salvador, fue inscrito y legalizado por el Tribunal Supremo Electoral de El Salvador el 1 de octubre de 1998, al alcanzar más de 50,000 firmas solicitadas por la ley.
El partido se define a sí mismo como un partido de centro, con ideas progresistas.
El partido participó por primera vez en las elecciones de 2014, la Elección presidencial de El Salvador de 2014 donde su excandidato a la presidencia René Hurtado Rodríguez logró 11,314 votos, el 0.42% de los votos totales válidos.
El partido participó por segunda vez en elecciones en las pasadas Elecciones legislativas y municipales de El Salvador de 2015, propuso 20 candidatos a las elecciones del Parlacen y participó en varias candidaturas para Concejos Municipales, donde su candidatura más destacada fue la candidatura para el municipio de San Salvador en coalición con el partido Frente Farabundo Martí para la Liberación Nacional donde corrió y ganó el candidato Nayib Bukele y el partido PSP logró 3,375 votos, el 1.91% de los votos válidos, sobre su bandera, consiguió además en esa misma alcaldía participar en el Concejo.
En las votaciones para Parlacen donde propuso 20 candidatos obtuvo 12,150 votos, el 0.57% de los votos siendo su candidata con más votos Regina Esperanza Bonilla de Pérez quien obtuvo 2,856 votos sobre su rostro.
El día 25 de julio de 2018 el Tribunal Supremo Electoral de El Salvador decidió cancelar al Partido Salvadoreño Progresista debido a que no participó en dos elecciones legislativas seguidas, no obtener 50,000 votos como mínimo y no obtener ningún diputado.

## Resultados electorales

### Elecciones presidenciales
| Año  | Candidatura            | Primera vuelta | Primera vuelta | Segunda vuelta | Segunda vuelta | Resultados         |
| Año  | Candidatura            | Votos          | %              | Votos          | %              | Resultados         |
| ---- | ---------------------- | -------------- | -------------- | -------------- | -------------- | ------------------ |
| 2014 | René Rodríguez Hurtado | 11,314         | 0.42%          |                |                | 4° lugar No electo |

### Elecciones parlamentarias
| Año  | Votos        | %            | Posición     | Escaños      | +/–          | Legislatura         |
| ---- | ------------ | ------------ | ------------ | ------------ | ------------ | ------------------- |
| 2015 | No participa | No participa | No participa | No participa | No participa | Extra parlamentario |
| 2018 | No participa | No participa | No participa | No participa | No participa | Extra parlamentario |

### Elecciones de alcaldías municipales
| Año  | Votos | %     | Posición | Alcaldías | +/– |
| ---- | ----- | ----- | -------- | --------- | --- |
| 2015 | 6,552 | 0.28% | 9.º      | 0/262     | 0   |
| 2018 | 3,607 | 0.16% | 9.º      | 0/262     | 0   |

### Parlamento Centroamericano
| Año  | Votos  | %     | Posición | Escaños | +/– | Legislatura         |
| ---- | ------ | ----- | -------- | ------- | --- | ------------------- |
| 2015 | 12,150 | 0.57% | 8.º      | 0/20    | 0   | Extra parlamentario |